# Kreis Linz

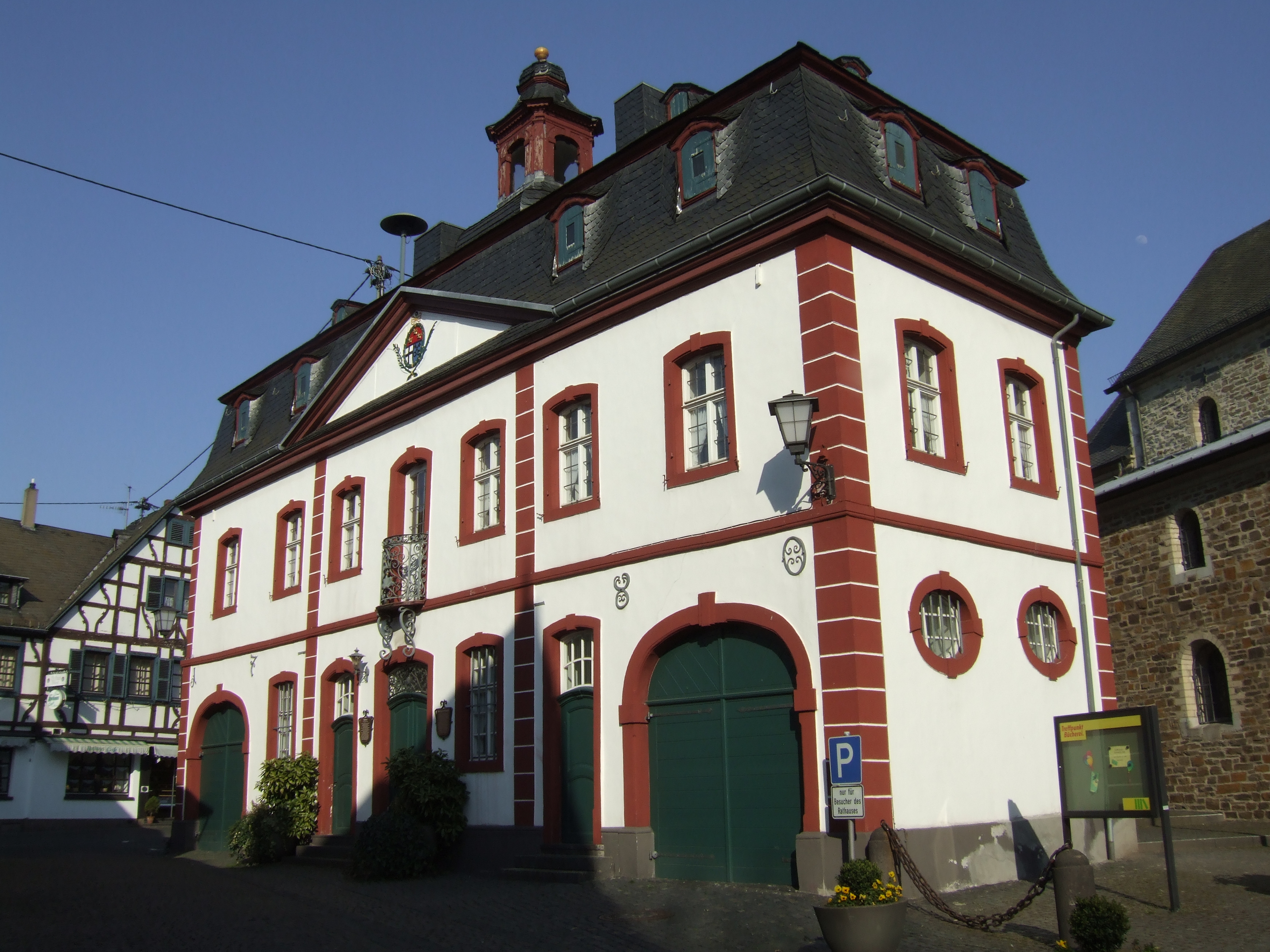
Rathaus Erpel, Sitz der Verwaltung des Kreises Linz von 1816 bis 1822

Der Kreis Linz war eine 1816 unter der preußischen Regierung neu gebildete Verwaltungseinheit im Regierungsbezirk Koblenz. Das Gebiet des damaligen Kreises liegt im heutigen nördlichen Rheinland-Pfalz. Der Kreis Linz wurde bereits 1822 aufgelöst und die dazugehörenden drei Bürgermeistereien und 22 Gemeinden dem Kreis Neuwied zugeordnet. Namensgebend war die Stadt Linz am Rhein, die seit etwa 1250 auch Sitz des kurkölnischen Amtes Linz war.
Der von der preußischen Regierung eingesetzte Landrat Philipp Freiherr von Hilgers hatte seinen Amtssitz in Erpel.
Der Kreis Linz wurde durch „Kabinetsordre“ vom 28. März 1822 am 1. Mai 1822 mit dem Kreis Neuwied vereinigt.

## Verwaltungsgliederung
- Bürgermeisterei Leutesdorf mit den Gemeinden Hönningen, Leutesdorf, Niederhammerstein, Oberhammerstein und Rheinbrohl
- Bürgermeisterei Linz mit der Stadt Linz und den Gemeinden Casbach (Linzerseits), Dattenberg, Hargarten, Leubsdorf, Linzhausen, Notscheid (Linzerseits), Ockenfels und Ohlenberg
- Bürgermeisterei Unkel mit den Gemeinden Bruchhausen, Casbach (Erpelerseits), Erpel, Heister, Orsberg, Rheinbreitbach, Scheuren und Unkel